# Concilio di Winchester (1072)
Il Concilio di Winchester è stato un concilio tenutosi nell'aprile del 1072 a Winchester, il giorno di Pasqua (8 aprile). Venne convocato da Guglielmo il Conquistatore con l'obiettivo principale di risolvere la questione del primato dell'arcivescovo di Canterbury sulla Chiesa inglese.

## Premesse
Il concetto di un arcivescovo primate di Inghilterra, che non esisteva durante il periodo anglosassone, derivò dalla nuova organizzazione politico-territoriale che si creò dopo la conquista normanna.
Guglielmo probabilmente riteneva che avere un Primate di Inghilterra, e quindi un'unica provincia ecclesiastica, lo avrebbe favorito nel governo del regno: questa idea era anche legata alla precedente esperienza fatta come Duca di Normandia, in un territorio che corrispondeva all'Arcidiocesi di Rouen e dove, pertanto, era più semplice il controllo del clero.
A questo punto per il re fu naturale appoggiare l'arcivescovo Lanfranco di Canterbury nella richiesta di supremazia sull'arcidiocesi di York e sulla chiesa inglese: Guglielmo e Lanfranco si conoscevano e si stimavano da prima della conquista normanna dell'Inghilterra e, tra l’altro, nel 1059 Lanfranco (all'epoca abate di Bec) si era adoperato presso Papa Niccolò II per ottenere il riconoscimento del matrimonio non canonico tra Guglielmo e Matilde di Fiandra. Inoltre l’affermazione della supremazia di Canterbury su York avrebbe contribuito a ridurre la minaccia del separatismo del nord del regno, all'epoca non ancora completamente pacificato.
Lanfranco provò ad ottenere direttamente dal Papa Alessandro II il riconoscimento della supremazia di Canterbury, ma il Papa stabilì che tale riconoscimento dovesse essere deliberato da un Concilio.

## Svolgimento del Concilio
Al Concilio parteciparono il legato pontificio, cardinale suddiacono Uberto, quindici vescovi e molti abati e baroni.
La disputa tra gli arcivescovi di Canterbury, Lanfranco, e di York, Tommaso, fu esaminata attentamente, e si stabilì che il primato della sede di Canterbury era stato riconosciuto su tutta la Gran Bretagna dai tempi di sant'Agostino e per i successivi centoquaranta anni; fu anche rilevato che l'arcivescovo di Canterbury aveva spesso tenuto ordinazioni e sinodi nella stessa città di York.
Fu lo stesso Lanfranco ad elencare le argomentazioni portate a favore della sua tesi in una lettera inviata dopo il Concilio a Papa Alessandro II.
Va però rilevato che la critica storica ha dimostrato che tali argomentazioni erano in parte non pertinenti (all'epoca di Sant'Agostino l'Arcidiocesi di York non era stata ancora fondata), in parte generiche ed in parte false.

## Esito
La decisione fu accettata dalla Chiesa cattolica ma non dall'Arcivescovo di York. Come risultato vi fu l'Accordo di Winchester.